# كأس جورجيا 1990
كأس جورجيا 1990 هو موسم من كأس جورجيا. أشرف على تنظيمه اتحاد جورجيا لكرة القدم، وفاز فيه جوريا لانتشخوتي ‏.